# Яновський Амвросій Васильович
Амвро́сій (Амбро́зій) Васи́льович Яно́вський; (17 грудня 1810, с. Смільна, Королівство Галичини та Володимирії — 1 березня 1884, м. Рим, Італія) — галицький педагог і політичний діяч. 1864—1868 — інспектор ґімназій Галичини. Довголітній посол до Галицького сейму (1861—1882) та австрійського райхсрату (1870—1879).

## Короткий життєпис
Народився в родині священика о. Василя Яновського в с. Смільна (протягом певного часу гміна Підбуж, Дрогобицький повіт, Королівство Галичини та Володимирії, Австро-Угорщина, нині Дрогобицького району Львівської області).
Закінчив філософський факультет Львівського університету. З 1834 року — заступник учителя в гімназії в Бохні, згодом — учитель у Чернівцях та Перемишлі. З 1848 року — професор львівської Академічної гімназії, з 1856 року — директор 2-ї Львівської гімназії.
Від 1861 року — заступник інспектора, від 1864 року — інспектор ґімназій Галичини. Голова комісії для укладання українських гімназійних підручників (з 1862). Упродовж 1868—1881 років повторно працював директором 2-ї Львівської гімназії.
Дружина — Кароліна Герц, 3 сини і донька.
Помер раптово під час відвідання Риму, Італія.

## Громадська діяльність
1878 року відзначений шляхетським гербом. Член Народного Дому, член і віце-сеньйор Ставропігійського інституту (1873—1876), очолював Галицько-руську матицю і Руське педагогічне товариство (перший голова товариства). Перший голова Руского (Українського) Педагогічного Товариства.
Посол трьох каденцій австрійського Райхсрату (1873—1879) від округу Жовква—Куликів—Великі Мости—Сокаль—Рава—Немирів—Угнів—Белз—Любачів—Чесанів:
- III каденція 15.09.1870-10.08.1871
- IV каденція 27.12.1871-07.09.1873
- V каденція 04.11.1873-22.05.1879

У Райхсраті 17.1.1872 увійшов у Клуб конституційної партії, в 1873 р. входив до Русинського клубу.
Довголітній посол до Галицького сейму (1861—1882):
- 1-го скликання (1861—1866 роки), обраний в 47 окрузі Любачів — Чесанів, IV курія; входив до складу «Руського клубу»[2]
- 2, 3, 4-го скликань (1867—1869, 1870—1877, 1877—1882 роки), обраний в 48 окрузі Рава-Руська — Немирів, IV курія; входив до складу «Руського клубу»[3].